# 嚴敬
嚴敬（14世紀—15世紀），字克恭，號如弦，浙江湖州府歸安縣人，明朝政治人物。

## 生平
嚴敬個性性篤實、推崇道義，是永樂十八年（1420年）舉人，次年（1421年）聯捷進士，宣德四年（1429年）獲授霍丘知縣，人民安樂、政績顯著，獲上級推薦，正統元年（1436年）薦舉理刑，次年（1437年）擢任貴州道監察御史，巡按山西、福建風裁凜然，因丁憂回鄉，服闋後在十一年（1446年）調任湖廣道監察御史，再以吏部推舉陞長蘆都轉鹽運使司鹽運使，就任不久就去世，謙為他寫下行狀，著有《如弦集》流傳。

## 引用
1. 1 2  光緒《歸安縣志·卷四十二·人物傳十》：嚴敬，字克恭，號如弦，歸安人，永樂十九年進士，知霍邱縣，民安物阜，擢監察御史巡按山西、福建，激濁揚清、風紀凜然；正統末朝議以鹽法久壞，特簡法司有才能者釐飭之，擢長蘆鹽運使，甫涖任而卒。性篤實，敦尚行誼，于忠肅公為作行狀，著有《如弦集》。 乾隆府志
2. ↑  光緒《歸安縣志·卷三十二·選舉錄二》：明（舉人）……永樂十八年庚子 嚴敬 號如弦，辛丑進士
3. ↑  《明英宗睿皇帝實錄·卷三十一》：（正統二年六月）壬申擢行在行人司司副王復，行人范霖，推官馬恭、陳固，知縣計澄、嚴敬俱為監察御史，復等俱以朝臣薦舉理刑考稱，故擢之。
4. ↑  同治《霍邱縣志·卷八·職官志二》：嚴敬，浙江歸安人，舉進士，宣德己酉來尹霍邱，政績顯著，民安物阜，當事者交上其最於朝，正統元年擢貴州道御史，其事寔詳載郡志。
5. ↑  《明英宗睿皇帝實錄·卷一百三十八》：（正統十一年二月丙寅）復除貴州道監察御史嚴敬於湖廣道，以丁憂服闋也。
6. ↑  《明英宗睿皇帝實錄·卷一百四十七》：（正統十一年十一月壬午）陞刑部郎中張璉為山東都轉運鹽使司運使，監察御史何永芳為河東陝西運使，嚴敬為河間長蘆運使，給事中鄭悠為山西行太僕寺少卿，俱以吏部推舉也。
7. ↑  同治《湖州府志·卷七十二·人物傳》：嚴敬，字克恭，號如弦，歸安人，永樂十九年進士，知霍邱縣，民安物阜，擢監察御史巡按山西、福建，激濁揚清、風紀凜然；正統末朝議以鹽法久壞，特簡法司有才能者釐飭之，擢長蘆鹽運使，甫涖任而卒。性篤實，敦尚行誼，于忠肅公為作行狀，著有《如弦集》。 胡志